# Terminalia
Terminalia är ett släkte av tvåhjärtbladiga växter. Terminalia ingår i familjen Combretaceae.

## Bildgalleri

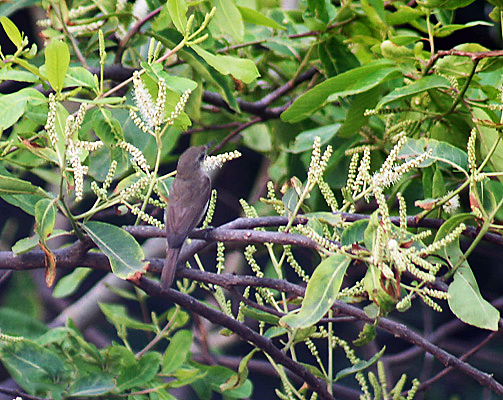
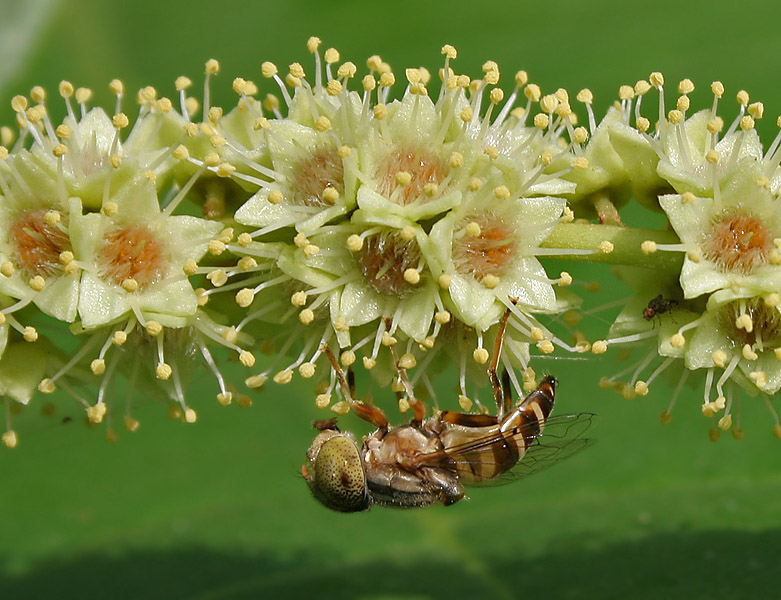
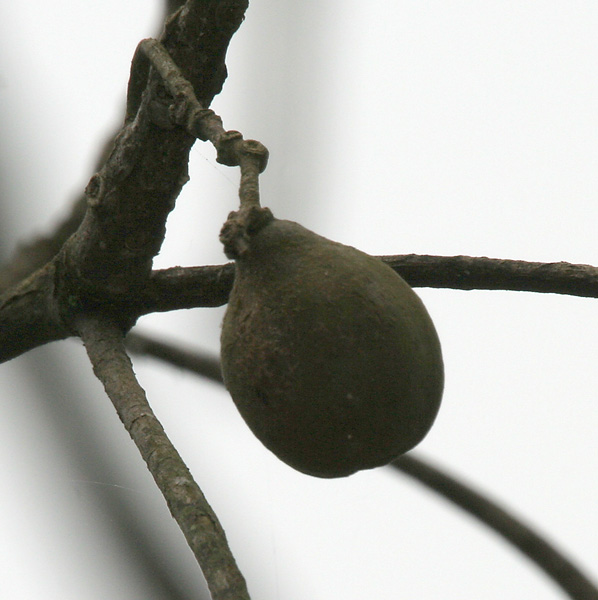
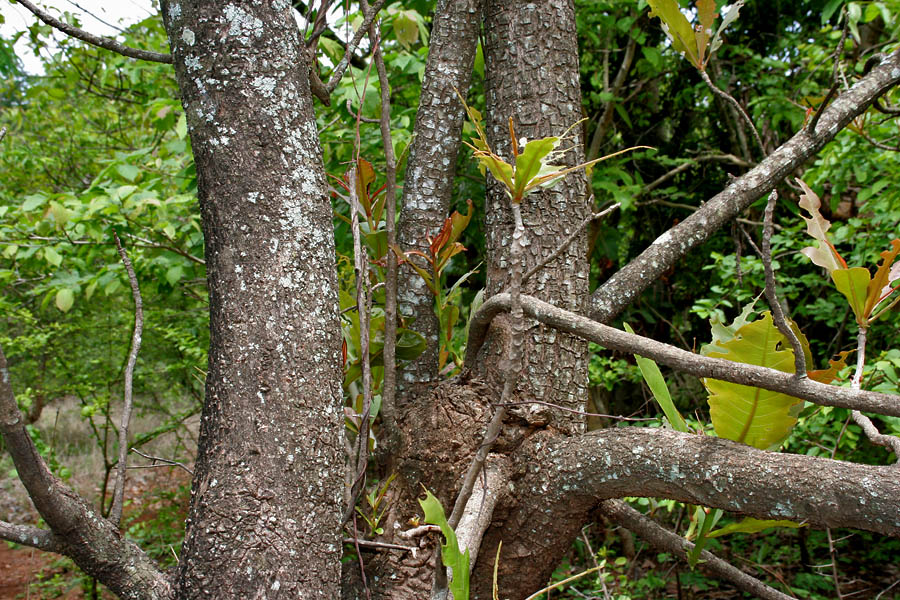
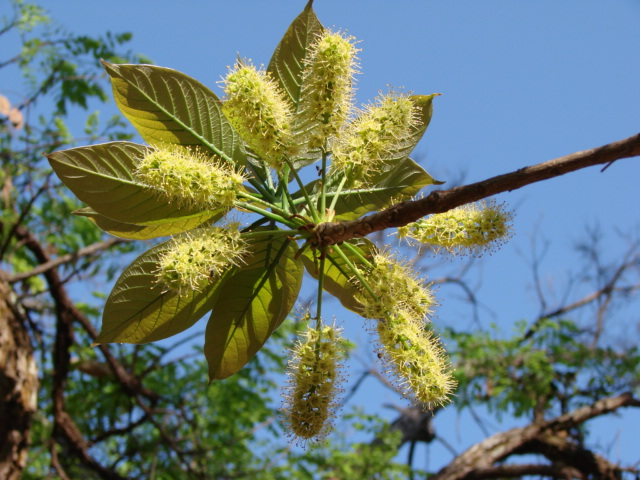
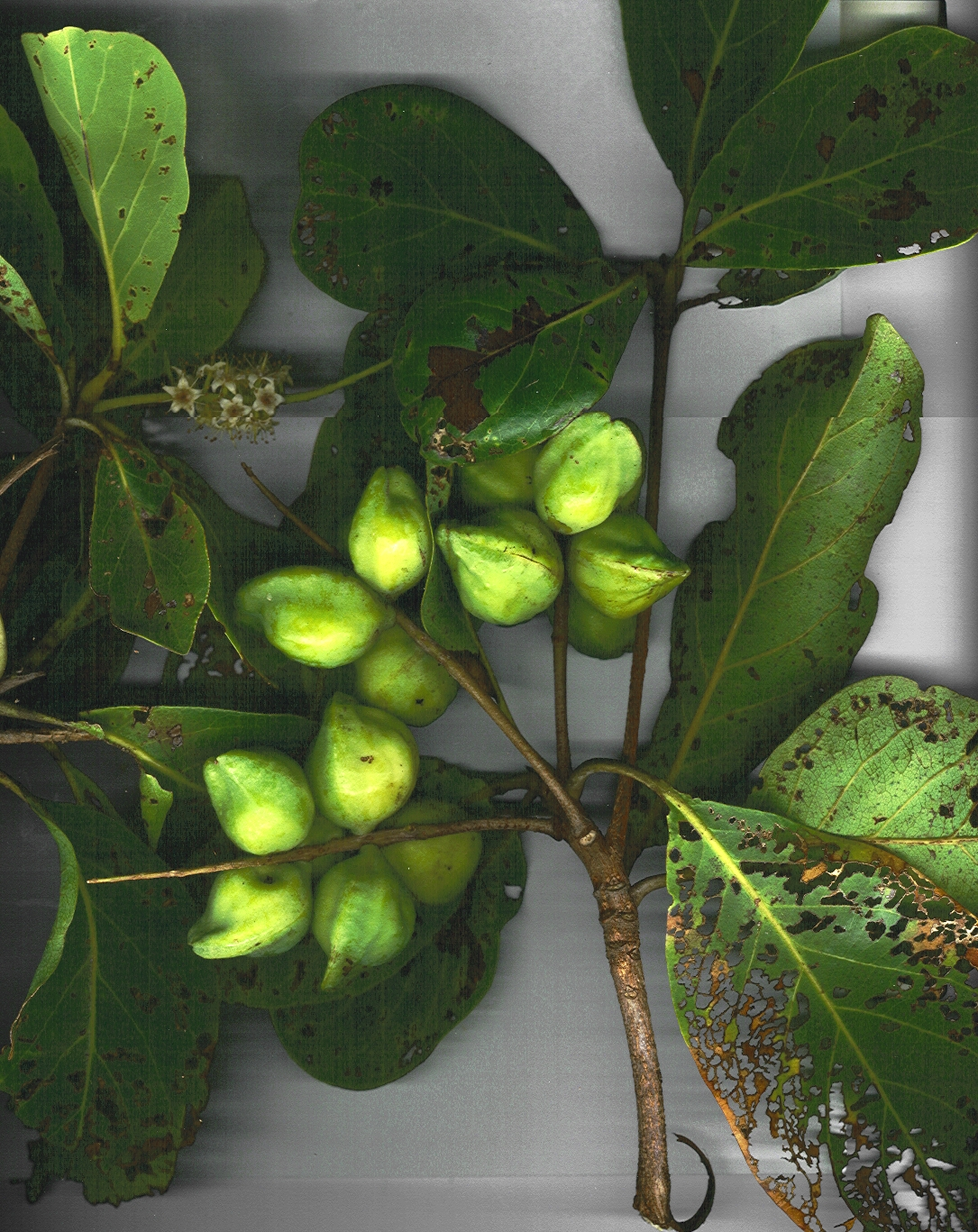

## Dottertaxa tillTerminalia, i alfabetisk ordning[1]
- Terminalia actinophylla
- Terminalia acuminata
- Terminalia adamantium
- Terminalia adenopoda
- Terminalia alata
- Terminalia albida
- Terminalia amazonia
- Terminalia ankaranensis
- Terminalia arbuscula
- Terminalia archboldiana
- Terminalia archipelagi
- Terminalia arenicola
- Terminalia argentea
- Terminalia argyrophylla
- Terminalia aridicola
- Terminalia arjuna
- Terminalia arostrata
- Terminalia australis
- Terminalia avicapitis
- Terminalia avicennioides
- Terminalia basilei
- Terminalia beccarii
- Terminalia belini
- Terminalia bellirica
- Terminalia bentzoe
- Terminalia bipleura
- Terminalia boivinii
- Terminalia brachystemma
- Terminalia brassii
- Terminalia brevipes
- Terminalia brownii
- Terminalia buceras
- Terminalia burmanica
- Terminalia bursarina
- Terminalia calamansanay
- Terminalia calcicola
- Terminalia calogemma
- Terminalia calophylla
- Terminalia cambodiana
- Terminalia camuxa
- Terminalia canaliculata
- Terminalia canescens
- Terminalia capitanea
- Terminalia capitulata
- Terminalia carolinensis
- Terminalia catappa
- Terminalia celebica
- Terminalia cephalota
- Terminalia chebula
- Terminalia cherrieri
- Terminalia chicharronia
- Terminalia citrina
- Terminalia clemensae
- Terminalia complanata
- Terminalia copelandii
- Terminalia coriacea
- Terminalia corticosa
- Terminalia crassifolia
- Terminalia crassipes
- Terminalia creaghii
- Terminalia crebrifolia
- Terminalia crenata
- Terminalia crenulata
- Terminalia crispialata
- Terminalia cunninghamii
- Terminalia cyanocarpa
- Terminalia darfeuillana
- Terminalia darlingii
- Terminalia densiflora
- Terminalia dichotoma
- Terminalia disjuncta
- Terminalia divaricata
- Terminalia diversipilosa
- Terminalia eddowesii
- Terminalia eichleriana
- Terminalia erici-rosenii
- Terminalia eriostachya
- Terminalia erythrocarpa
- Terminalia exelliana
- Terminalia exsculpta
- Terminalia fagifolia
- Terminalia fatraea
- Terminalia fitzgeraldii
- Terminalia flavicans
- Terminalia foetidissima
- Terminalia franchetii
- Terminalia gatopensis
- Terminalia gazensis
- Terminalia glabrata
- Terminalia glabrescens
- Terminalia glaucifolia
- Terminalia gossweileri
- Terminalia gracilipes
- Terminalia gracilis
- Terminalia grandiflora
- Terminalia griffithsiana
- Terminalia guaiquinimae
- Terminalia guyanensis
- Terminalia hadleyana
- Terminalia harmandii
- Terminalia hylobates
- Terminalia hypargyrea
- Terminalia impediens
- Terminalia insularis
- Terminalia ivorensis
- Terminalia januarensis
- Terminalia kaernbachii
- Terminalia kaiseriana
- Terminalia kajewskii
- Terminalia kangeanensis
- Terminalia katikii
- Terminalia kilimandscharica
- Terminalia kjellbergii
- Terminalia kuhlmannii
- Terminalia latifolia
- Terminalia latipes
- Terminalia laxiflora
- Terminalia leandriana
- Terminalia litoralis
- Terminalia longespicata
- Terminalia lucida
- Terminalia lundquistii
- Terminalia luteola
- Terminalia macadamii
- Terminalia macrantha
- Terminalia macroptera
- Terminalia macrostachya
- Terminalia maestrensis
- Terminalia mameluco
- Terminalia mantaliopsis
- Terminalia megalocarpa
- Terminalia melanocarpa
- Terminalia menezesii
- Terminalia microcarpa
- Terminalia modesta
- Terminalia molii
- Terminalia molinetii
- Terminalia mollis
- Terminalia morobensis
- Terminalia muelleri
- Terminalia myanmarensis
- Terminalia myriocarpa
- Terminalia namorokensis
- Terminalia neotaliala
- Terminalia nigrovenulosa
- Terminalia nipensis
- Terminalia nitens
- Terminalia novocaledonica
- Terminalia obidensis
- Terminalia oblonga
- Terminalia oblongata
- Terminalia oliveri
- Terminalia ombrophila
- Terminalia orbicularis
- Terminalia oreadum
- Terminalia oryzetorum
- Terminalia oxyphylla
- Terminalia pallida
- Terminalia paniculata
- Terminalia papuana
- Terminalia parvula
- Terminalia pedicellata
- Terminalia pellucida
- Terminalia pennyana
- Terminalia perrieri
- Terminalia petiolaris
- Terminalia phaeocarpa
- Terminalia phanerophlebia
- Terminalia phellocarpa
- Terminalia pierrei
- Terminalia plagata
- Terminalia platyphylla
- Terminalia platyptera
- Terminalia polyantha
- Terminalia polycarpa
- Terminalia porphyrocarpa
- Terminalia prostrata
- Terminalia prunioides
- Terminalia psilantha
- Terminalia pterocarpa
- Terminalia pterocarya
- Terminalia quintalata
- Terminalia ramatuella
- Terminalia randii
- Terminalia reitzii
- Terminalia rerei
- Terminalia rhopalophora
- Terminalia richii
- Terminalia riedelii
- Terminalia rostrata
- Terminalia rubiginosa
- Terminalia rubricarpa
- Terminalia rufovestita
- Terminalia sambesiaca
- Terminalia samoensis
- Terminalia savannicola
- Terminalia schimperiana
- Terminalia scutifera
- Terminalia sepicana
- Terminalia septentrionalis
- Terminalia sericea
- Terminalia sericocarpa
- Terminalia seyrigii
- Terminalia simulans
- Terminalia slooteniana
- Terminalia soembawana
- Terminalia solomonensis
- Terminalia spinosa
- Terminalia steenisiana
- Terminalia stenostachya
- Terminalia strigillosa
- Terminalia stuhlmannii
- Terminalia subacroptera
- Terminalia subserrata
- Terminalia subspathulata
- Terminalia sulcata
- Terminalia superba
- Terminalia supitiana
- Terminalia supranitifolia
- Terminalia surigaensis
- Terminalia tetrandra
- Terminalia travancorensis
- Terminalia trichopoda
- Terminalia tricristata
- Terminalia triflora
- Terminalia tropophylla
- Terminalia uleana
- Terminalia ulexoides
- Terminalia urschii
- Terminalia valverdeae
- Terminalia vermae
- Terminalia whitmorei
- Terminalia virens
- Terminalia vitiensis
- Terminalia yapacana
- Terminalia zeylanica
- Terminalia zollingeri